# Hôpital central de Laponie
L'hôpital central de Laponie (finnois : Lapin keskussairaala) est un hôpital, du district hospitalier de Laponie, situé à Rovaniemi en Finlande

## Présentation
L'hôpital couvre le district hospitalier de Laponie.
Il dessert une région de 117 360 habitants,.
Conçu par Reino Koivula, l'hôpital central de Laponie est achevé en 1988.